# Hypoleria ocalea
Hypoleria ocalea är en fjärilsart som beskrevs av Doubleday 1847. Hypoleria ocalea ingår i släktet Hypoleria och familjen praktfjärilar. Inga underarter finns listade i Catalogue of Life.

## Bildgalleri

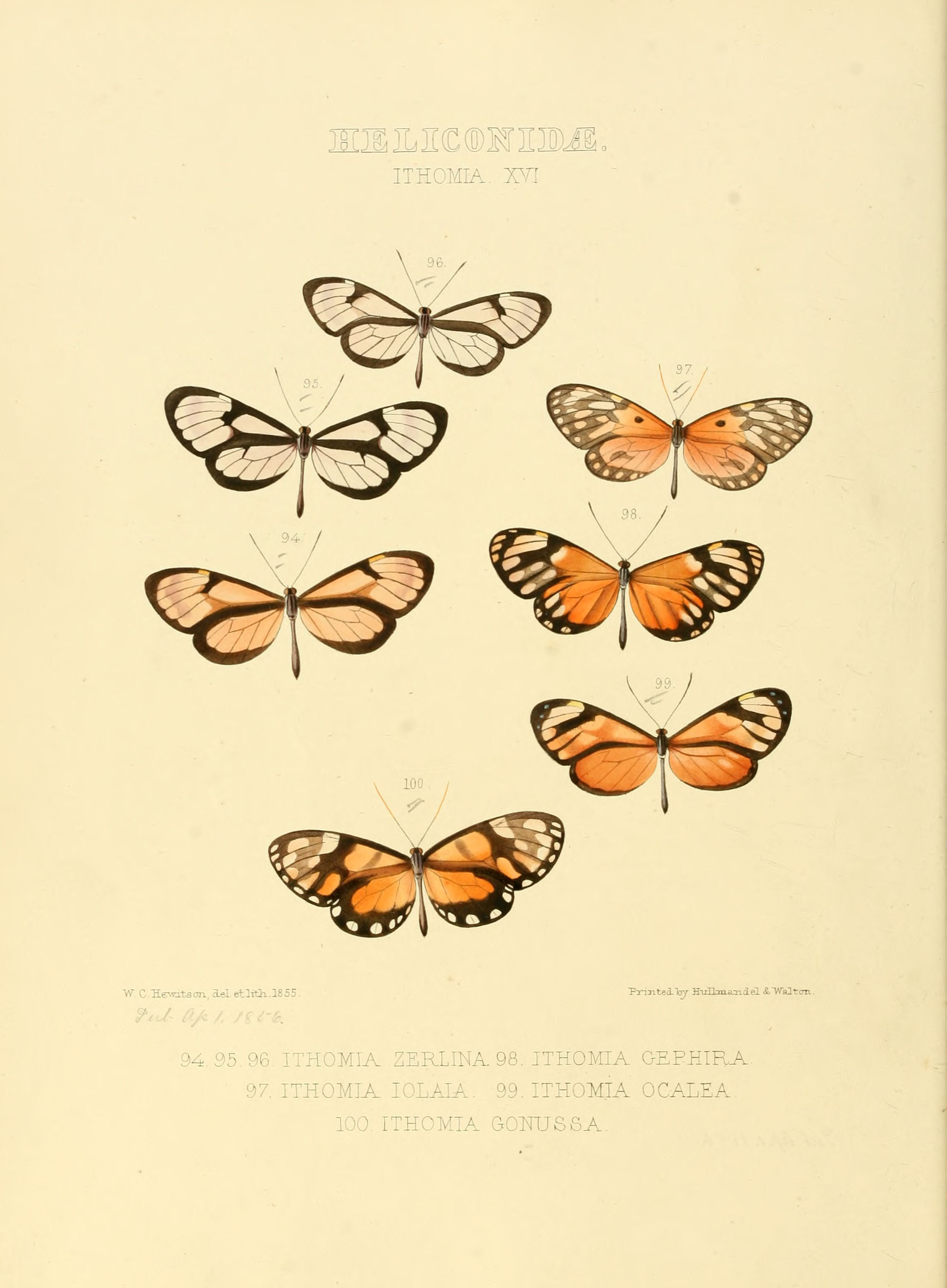